# Bombensuchkommandos des KZ Dachau

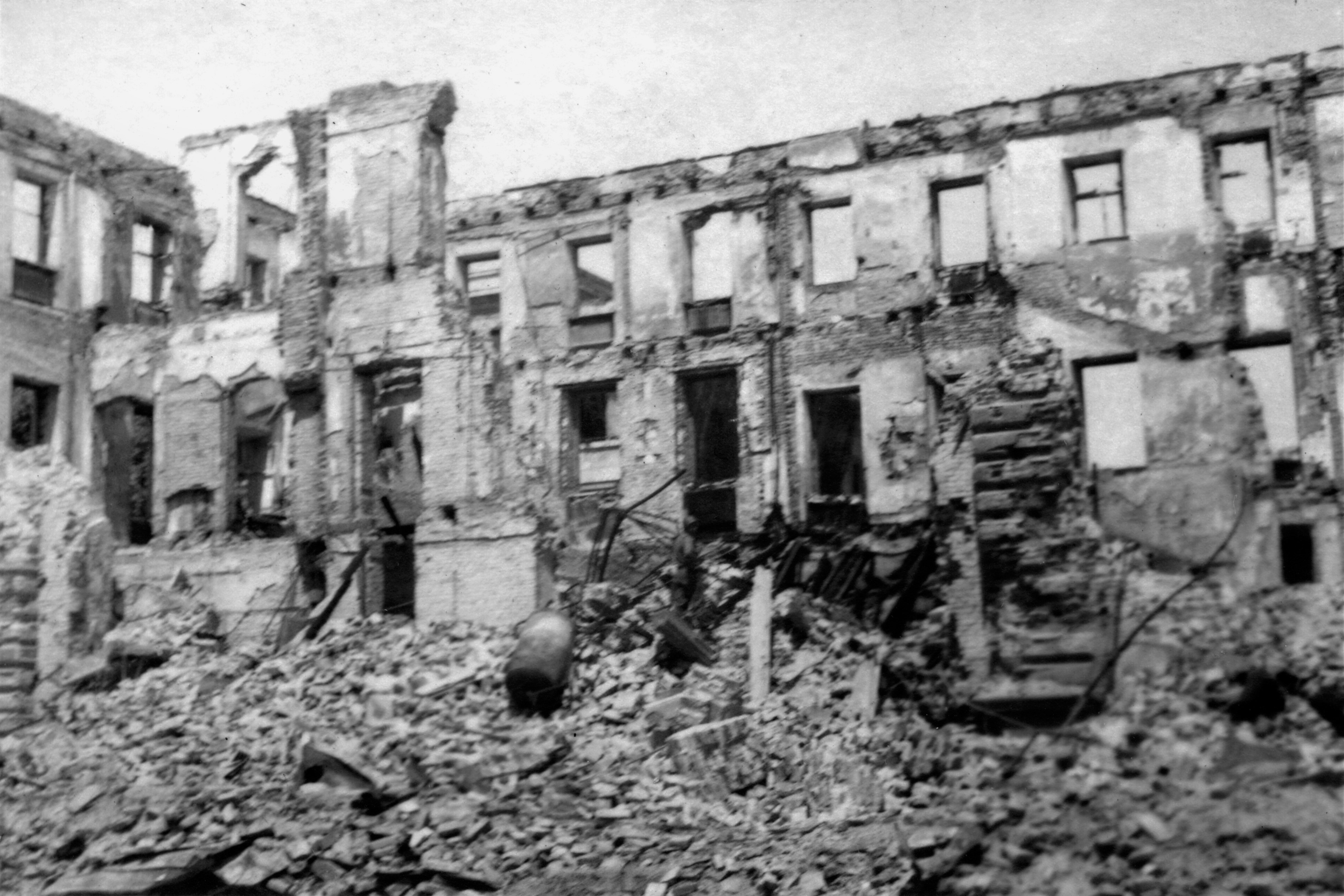
Braunes Haus nach Luftangriff (Foto Juli 1945)

Die KZ-Bombensuchkommandos des KZ Dachau waren ab September 1942 einige der 169 Außenlager des Konzentrationslagers Dachau, in denen mehrere hundert KZ-Häftlinge in KZ-Außenkommandos zur Bombensuche und teils auch zur Bombenentschärfung eingesetzt wurden. Hinzu kamen weitere KZ-Außenkommandos für Aufräumarbeiten und Instandsetzungen bei Zerstörungen nach Luftangriffen.

## Entstehung
Der „Führer“ Adolf Hitler erließ im Oktober 1940 die Anordnung: „Ich ordne an, dass zur Beseitigung von Bomben (Blindgänger, Langzeitzünder) – soweit damit Gefahr für die Räumtruppe verbunden ist – nach Möglichkeit Insassen von Konzentrationslagern und Strafgefangene aller Art herangezogen werden.“ Die Details der Luftschutzmaßnahmen waren schon ab 1935 im Luftschutzgesetz geregelt, Anfang 1941 wurden die Bürgermeister zu „Leitern der Sofortmaßnahmen“ erklärt.
Im Verantwortungsbereich des KZ Dachau wurde die Anordnung des Führers zum Einsatz von Häftlingen spätestens ab September 1942 umgesetzt, quer über den gesamten Bereich. Dazu wurden KZ-Außenkommandos eingerichtet, eingesetzt in Gruppen zu jeweils sechs KZ-Häftlingen, die an verschiedensten Orten Blindgänger entschärften oder sprengten, bezeichnet als „Sprengkommandos“, „Katastropheneinsatz“ und „Bombensuchkommandos“. Zunächst wurden dazu teils „freiwillige“ Häftlinge rekrutiert, denen eine Entlassung nach der zehnten entschärften Bombe in Aussicht gestellt wurde. Es ist jedoch nicht überliefert, dass dieses Versprechen je gehalten worden wäre. Ansonsten wurden die Häftlinge durch die Lagerkommandantur bestimmt.
Je nach Außenkommando mussten die KZ-Häftlinge entweder die Bomben ausgraben, bis ein fachkundiger Feuerwerker die Entschärfung übernahm, oder sie auch selbst entschärfen. Schutzvorkehrungen gab es nicht, ebenso wenig die nötige Ausbildung. Dementsprechend hoch war die Todesrate. Um Ersatz für die bei Explosionen tödlich verunglückten Häftlinge zu bekommen, mussten zum Beweis ihres Todes teils die zusammengesammelten zerfetzten Leichenteile ans KZ Dachau gesandt werden. Statt wegen einer möglichen verzögerten Explosion bei Langzeitzündern zehn Tage abzuwarten, wurden KZ-Häftlinge auch gleich zur Entschärfung eingesetzt.
Zusätzlich wurden KZ-Häftlinge zu den anschließenden Aufräum- und Instandsetzungsarbeiten gezwungen.

## München
In München war das „Luftgaukommando VII“ des „Luftschutzabschnittskommandos Süd“ zuständig, deren Feuerwehr übernahm die Beseitigung von Blindgängern. Die Sprengkommandos waren meist aus einem hauptberuflichen Feuerwerker und Hilfsarbeitern zusammengesetzt.
In München gab es neben den KZ-Bombensuchkommandos weitere Außenlager des KZ Dachau, wie die der Agfa Kamerawerke, München-Neuaubing (Dornier) und München-Riem, sowie mehr als 25 weitere Münchner KZ-Außenkommandos.

### KZ-Außenkommando München (Bombensuchkommando Stielerschule)
In einer Julinacht 1944 wurden 100 KZ-Häftlinge am Appellplatz des KZ Dachau für dieses Außenkommando zusammengestellt. Erst bei ihrer Ankunft südöstlich der Theresienwiese, in ihrer neuen Unterkunft in der Turnhalle der Stielerschule in der Stielerstraße 6, erfuhren sie von ihrer neuen Aufgabe als „Bombensuchkommando“, auch „Dachauer Hundertschaft“. Später nannten sie sich wegen der hohen Todesrate auch „Himmelfahrtskommando“. Für diese für viele todbringende Arbeit wurde ihnen eine mögliche Hafterleichterung oder -entlassung zugesagt. Aufgeteilt in Sechsergruppen wurden sie in die Romanstraße transportiert, zur Meldestelle für Blindgänger. Mit jeweils einem Feuerwerker der Wehrmacht als Einsatzleiter und einem SS-Posten zur Bewachung wurden sie von dort zu ihren Einsätzen im Stadtgebiet gebracht, wo sie Bomben auch ohne Vorkenntnisse freilegen und oft selbst entschärfen mussten.
Bis zu 15 KZ-Häftlinge starben so pro Tag, bei Detonationen durch Entfernen des Zünders oder Zeitablauf von Langzeitzündern. Die Verstorbenen wurden jeweils durch neue KZ-Häftlinge des KZ Dachau ersetzt. Die Einsätze dauerten bis Kriegsende an. Juristische Folgen gab es nicht. Die Zentrale Stelle der Landesjustizverwaltungen in Ludwigsburg ermittelte ab 1973 und stellte das Verfahren ein.

### KZ-Außenkommando München (Gestapo)
Nachdem zwei einzelne KZ-Häftlinge ab 1942 zur Gestapo München an der Stelle der heutigen Briennerstraße 20 abkommandiert waren, wurde am 13. Juni 1944 das KZ-Außenkommando „München-Gestapo“ mit zehn Gefangenen eingerichtet. Sie waren in der mit Mauern, Stacheldraht und Wachtposten gesicherten Gestapo-Zentrale im Wittelsbacher Palais interniert, in Etagenbetten in einem großen Saal. Bis April 1945 wurde dieses Außenkommando bis auf 50 Inhaftierte erweitert. Aufgabe war unter anderem das Beseitigen von Bombenschäden außerhalb dieses Gebäudes, das Löschen von Bränden und Leichenbergungen, ab 1945 auch das Entschärfen von Bomben.
So kamen im Januar 1945 polnische und russische Häftlinge bei der Explosion eines Blindgängers ums Leben, weitere folgten. Sie wurden durch die Überstellungen weiterer Häftlinge des KZ Dachau ersetzt. In diesem Außenkommando gab es Erschießungen von Häftlingen, Misshandlungen waren üblich. Zum 26. April 1945 wurde dieses Außenkommando aufgelöst, die Gefangenen zum KZ Dachau geführt. Das Landgericht München I stellte das Verfahren gegen den verantwortlichen Kommandoführer Adolf Höfer im Jahre 1976 ein.

### KZ-Außenkommando München (Katastropheneinsatz)
Bis zu 85 KZ-Häftlinge waren vom 5. Februar bis 21. April 1945 dem Außenkommando „Katastropheneinsatz“ zugeordnet. Sie waren im Keller eines ausgebombten Hauses untergebracht und schliefen in Etagenbetten – wo genau, ist ungeklärt. Vor allem Russen, Polen und Tschechoslowaken mussten nach Fliegerangriffen Blindgänger entschärfen.
Bewacht wurden sie von zehn SS-Männern und einem Kommandoführer, Kapo war Werner Ascher, Hilfskapo Otto Höringer. Am 20. und 21. April 1945 wurden 49 verbliebene KZ-Häftlinge zurück zum KZ Dachau überstellt. Juristische Folgen gab es nicht. Die Zentrale Stelle der Landesjustizverwaltungen in Ludwigsburg ermittelte ab 1973 und stellte das Verfahren 1976 ein.

### KZ-Außenkommando München (Sprengkommando)
Dieses „Sprengkommando“ wurde mit Datum 12. Juli 1944 erwähnt, zudem der Tod des KZ-Häftlings Friedrich Zeilinger aus Wien am 18. Juli 1944. Ungeklärt ist, ob es sich hier um ein eigenständiges Außenkommando handelte oder eine Untergruppe eines anderen Kommandos. Im November 1944 waren in München mindestens elf „Sprengkommandos“ in Sechsergruppen im Einsatz.

### KZ-Außenkommando München-Allach (Bombenräumkommando)
Bei BMW wurden zunächst Fremdarbeiter des Lagerkomplexes München-Allach zum Bombensuchen herangezogen, Mitte 1944 dann KZ-Häftlinge wie Otto Oertel. Dieser berichtete, wie die zehn „Freiwilligen“ für dieses Kommando gesucht wurden, mit dem – nicht eingehaltenen – Versprechen, nach Beendigung der Tätigkeit entlassen zu werden. Mit seinen Kollegen wurde er für seine Tätigkeit im Münchner Hauptwerk „BMW I“ der Bayerischen Motorenwerke im zugehörigen Luftschutzbunker untergebracht, bewacht durch SS-Männer. Unter technischer Leitung durch einen Feuerwerker der Luftwaffe mussten die politischen KZ-Häftlinge Blindgänger freischaufeln, die sich oft mehrere Meter unter die Erde gebohrt hatten. Dabei wechselten sie sich alle zehn Minuten ab, während die anderen Abstand hielten. Über ihren 32. Einsatz berichtete Otto Oertel:

„Die Bombe hatte die Grube in einen Trichter von mehreren Metern Durchmesser verwandelt. Doch wir fanden in dem riesigen Erdloch keine Spur von unserem Kameraden Schorsch. Erst als wir unsere Blicke auf einen großen, in der Nähe stehenden Baum richteten, sahen wir das, was von ihm übrig geblieben war, in tausend kleinen Fetzen in den Zweigen hängen. Ein furchtbarer Anblick. Hautfetzen, Därme, Stoffreste seiner gestreiften Häftlingskleidung – alles hing im Baum oder lag weit verstreut im Gartengelände. […] Georg Reichenfels aus Graz, geboren am 19. April 1904, ausgelöscht in einem Sekundenbruchteil am 21. Juli 1944 in München.“

## Außerhalb Münchens
Auch außerhalb München wurden KZ-Häftlinge in Spreng- und Bombensuchkommandos eingesetzt, sie sind – wie auch in München – nur zum Teil überliefert. Vor allem in den letzten Kriegsmonaten 1945 wurden sie von Landräten angefordert. Das Luftgaukommando VII München hatte dazu am 25. Juni 1943 Richtlinien herausgegeben, wie die Sprengkommandos aus jeweils sechs KZ-Häftlingen anzufordern seien. Sie mussten vom jeweiligen Landratsamt selbst abgeholt werden, dazu waren jeweils zwei Gendarmerieposten abzustellen. Vor allem politische Häftlinge wurden für die Beseitigung der Blindgänger ausgesucht, sie erhielten einen kurzen Lehrgang in der Feuerwerkerschule München. In Sechsergruppen wurden sie zunächst in München, dann im Umland eingesetzt.

### KZ-Außenkommando Ingolstadt
Wohl ab Juli, spätestens ab Dezember 1944 wurden KZ-Häftlinge in Ingolstadt zum Bombensuchen und als Blindgänger-Sprengkommando eingesetzt. Der Ingolstädter Gendarmeriekreisführer hatte die benötigten zwei Wachposten, der Amtsgerichtsdirektor die Unterbringung und Verpflegung im Amtsgerichtsgefängnis zugesichert. Für die Beseitigung von Blindgängern am Flugplatz Weichering im heutigen Zell stellte der Dorfbürgermeister die Unterkunft in einer Gastwirtschaft mit zugehöriger Bewachung sicher. Diese Blindgänger stammten zunächst von eigenen Bombern, sie wurden vor der Landung abgeworfen.
So entschärften zwei Sechsergruppen vom 17. bis 22. Dezember 1944 Blindgänger in Wackerstein und Stammham, nach dem Luftangriff vom 15. Januar ab 16. bis 20. Januar 1945 im Bereich des Ingolstädter Ortsteils Feldkirchen. Nach dem Großangriff am 1. März 1945 waren gleich mehrere Bombensuchkommandos im Einsatz. Im Umkreis von Ingolstadt wurden so über 3000 Bomben entschärft, auch beim Einsatz in Neuburg an der Donau.

### KZ-Außenkommando Neuburg an der Donau
Auch in Neuburg an der Donau forderte der Landrat KZ-Häftlinge an, nachweislich ein bis sechs Häftlinge im Februar und März 1945, aufgrund der Anzahl recht sicher zur Entschärfung von Blindgängern und Langzeitzündern. In drei Flugzeughangars beim Fliegerhorst Neuburg waren Kriegsflugzeuge Messerschmitt Me 262 endmontiert und getestet worden, die schweren Luftangriffe auf diese Anlage erfolgten ab Februar 1945.
Max Schubert war einer der KZ-Häftlinge. Er berichtete, dass sie zu sechst im Einsatz waren, mit jeweils zwei Wachmännern. Kommandos wie das dieses Häftlings übernahmen das Entschärfen am Flugplatz Weichering, im Anschluss räumte sein Kommando die Bomben aus dem dortigen weichen Moorboden aus bis zu fünf Metern Tiefe. Mündlich wurde überliefert, die Gefangenen hätten schließlich fliehen und sich erfolgreich bis Kriegsende verstecken können.
Juristische Folgen gab es nicht. Die Zentrale Stelle der Landesjustizverwaltungen in Ludwigsburg ermittelte zu Beginn der 1970er Jahre und stellte das Verfahren ein.

### KZ-Außenkommando Rosenheim
Auch in Rosenheim wurden KZ-Häftlinge eingesetzt. Am 9. und 13. April 1945 erfolgten alliierte Luftangriffe auf den Zugverkehrsknotenpunkt Rosenheim, mit Zerstörung des Bahnhofs. Zur Entschärfung von Bomben wie auch für Aufräumarbeiten wurden KZ-Häftlinge angefordert. Die Stärkemeldung vom 26. April 1945 gibt 217 Gefangene an, möglicherweise auch des KZ-Außenlagers Stephanskirchen. Details sind wegen der schlechten Quellenlage nicht bekannt. Juristische Folgen gab es nicht. Die Zentrale Stelle der Landesjustizverwaltungen in Ludwigsburg nahm 1973 Vorermittlungen auf, machte sieben zum Kriegsende befreite Überlebende aus und brach die Ermittlungen im August desselben Jahres ergebnislos ab.

### KZ-Außenkommando Starnberg
Auch in Starnberg forderte der Landrat KZ-Häftlinge an. Am 22. Januar 1945 wurden sechs KZ-Häftlinge erstmals erwähnt, die zur Bombenräumung eingesetzt wurden. Mehr ist dazu nicht bekannt. Juristische Folgen gab es nicht. Die Zentrale Stelle der Landesjustizverwaltungen in Ludwigsburg nahm ab 1973 Ermittlungen auf und brach diese ergebnislos ab.

### KZ-Außenkommandos Salzburg

#### Aufräumungs- und Entschärfungskommando
Ab 14. April 1945 waren im Mittel 15 KZ-Häftlinge dem „Aufräumungs- und Entschärfungskommando“ in Salzburg zugeteilt. Es bestand bis zur Befreiung durch die US-Armee am 4. Mai. Noch wenige Stunden vor der Befreiung wurde ein russischer KZ-Häftling im Volksgarten erschossen. Juristische Folgen gab es nicht. Die Zentrale Stelle der Landesjustizverwaltungen in Ludwigsburg konnte keine Überlebenden feststellen und stellte das Verfahren 1973 ein.

#### Bombensuchkommando
Unbekannt ist, ab wann dieses KZ-Außenkommando bestand, dessen Aufgabe es war, Blindgänger zu beseitigen und Langzeitzünder zu entschärfen. Die erste Todesmeldung ist für den 27. November 1944 nachweisbar, an dem zwei polnische und ein deutscher KZ-Häftling bei einer Bombenexplosion starben. Dieses Kommando wurde erst mit der Befreiung am 4. Mai 1945 aufgelöst, als die alliierte amerikanisch-französische 6. Heeresgruppe, XV. US-Korps, die Stadt kampflos einnahm. Juristische Folgen gab es nicht. Die Zentrale Stelle der Landesjustizverwaltungen in Ludwigsburg nahm in den 1970er Jahren Ermittlungen auf und stellte sie wieder ein.

#### Sprengkommando
Dieses „Sprengkommando“ bestand spätestens ab 12. Januar bis zur Befreiung am 4. Mai 1945. Aufgabe waren unter anderem auch Abbrucharbeiten, Bau- und Aufräumarbeiten. Juristische Folgen gab es nicht. Die Zentrale Stelle der Landesjustizverwaltungen in Ludwigsburg konnte bei den Ermittlungen in den 1970er Jahren keine Überlebenden ausfindig machen.

### Weitere KZ-Außenkommandos
Auch in KZ-Außenlagern wurden bei Bedarf Bombensuchkommandos abgestellt, nachgewiesen etwa im KZ-Außenlager Friedrichshafen, Gablingen und Gendorf. Längst nicht alle Bombensuchkommandos sind überliefert. Aufgrund des Anforderungszeitpunktes gegen Ende des Krieges, der geringen Anzahl der KZ-Häftlinge und der anfordernden Stelle liegt bei KZ-Außenkommandos in Augsburg, Kempten, Sonthofen, Pfaffenhofen an der Ilm und Weilheim nahe, dass es sich mit großer Sicherheit um Bombensuchkommandos gehandelt haben dürfte. Zu den Orten weiterer Bombensuchkommandos liegt keine Information vor.

## Erinnerung und Gedenken in München

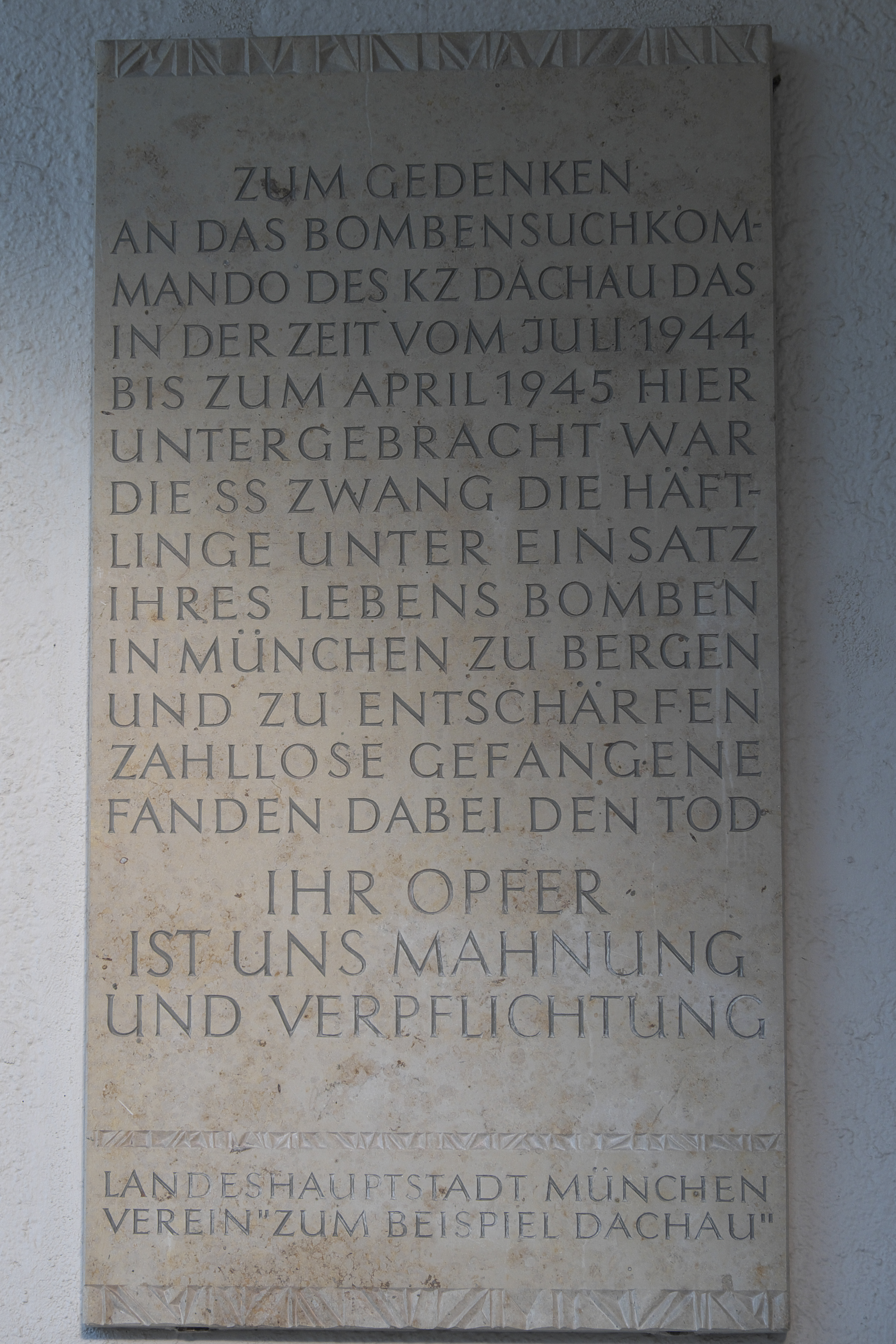
Gedenktafel im Eingang der Stielerschule München

Lange Zeit gab es in München kaum eine Erinnerung an diese KZ-Außenkommandos. Im Frühjahr 1988 wandte sich der Verein „Zum Beispiel Dachau“ an die Stadt München, mit der Bitte um eine Erinnerung an die Todesopfer. Im selben Jahr fasste die Stadt München den Beschluss einer Gedenktafel an der Stielerschule. Diese wurde am 7. November 1989 im Eingang der Münchner Stielerschule angebracht, sie trägt in Übereinstimmung mit dem ehemaligen dort eingesetzten KZ-Häftling Franz Brückl folgende Inschrift:
Zum Gedenken / an das Bombensuchkom- / mando des KZ Dachau[,] das

in der Zeit vom Juli 1944 / bis zum April 1945 hier / untergebracht war[.]

Die SS zwang die Häft- / linge unter Einsatz / ihres Lebens Bomben

in München zu bergen / und zu entschärfen[.]

Zahllose Gefangene / fanden dabei den Tod[.]

Ihr Opfer / ist uns Mahnung / und Verpflichtung[.]

Landeshauptstadt München

Verein „zum Beispiel Dachau“
Seit Errichtung dieser Gedenktafel gibt es keine weiteren offiziellen Gedenkveranstaltungen der Stadt München. An anderen Einsatzorten wie dem Gaswerk Moosach, der heutigen Borstei, oder der Romanstaße, inzwischen einem Pfarrheim, erinnert nichts an die Vergangenheit.